# ملعب الأبطال الوطنيين
ملعب الأبطال الوطنيين هو ملعب متعدد الأغراض يقع في لوساكا،محافظة لوساكا،زامبيا.  يستخدم غالباً لمباريات كرة القدم ويستضيف مباريات منتخب زامبيا ويستوعب الملعب 60 ألف مشجع.يشير اسم الملعب لحادث تحطم طائرة منتخب زامبيا لكرة القدم.